# Elgin, Kansas
Elgin är en ort i Chautauqua County i Kansas. Vid 2010 års folkräkning hade Elgin 89 invånare.